# Luis Giannattasio
Luis Giannattasio (ur. 1894, zm. 1965) – urugwajski polityk. W latach 1964–1965 prezydent Urugwaju. Był członkiem Partii Blancos. Na stanowisku zastąpił go Washington Beltrán.